# Helmut Hackenberg
Helmut Hackenberg (* 2. März 1926 in Oppeln, Oberschlesien; † 25. April 1999) war ein deutscher SED-Funktionär. Er war von 1963 bis 1971 1. Sekretär der SED-Stadtleitung Magdeburg und von 1971 bis 1989 2. Sekretär der SED-Bezirksleitung Leipzig.

## Leben bis 1989
Der Arbeitersohn besuchte die Volks- und Mittelschule. Im Jahr 1940 begann er eine Lehre als Autoschlosser, der noch im gleichen Jahr die Aufnahme in eine Unteroffiziersschule folgte. Nach einer vierjährigen Ausbildung wurde Hackenberg 1944 zum Kriegsdienst verpflichtet, der für ihn 1945 mit der Gefangennahme durch sowjetische Truppen in der ČSR endete.
Hackenberg trat im Jahr 1945 in die KPD ein. Diesem Parteieintritt folgte nach der Zwangsvereinigung von SPD und KPD 1946 die Mitgliedschaft in der SED und eine bis 1951 dauernde Tätigkeit als Volontär bei der Versicherungsanstalt Dessau. Seit 1951 amtierte Helmut Hackenberg als Instrukteur der SED-Landesleitung in Sachsen-Anhalt. Nach der Auflösung der Länder in der DDR übernahm er 1952 die Funktion eines Abteilungsleiters Organisation / Kader in der neu gegründeten SED-Bezirksleitung Magdeburg. Parallel zu dieser Tätigkeit studierte Hackenberg an der SED-Parteihochschule. Er beendete 1957 dieses Studium als Diplom-Gesellschaftswissenschaftler. Wenig später folgte ein Fachschulstudium, das er als Ingenieur-Ökonom abschloss.
1963 stieg Hackenberg zum 1. Sekretär der SED-Stadtleitung Magdeburg auf. 1971 wechselte er in die Funktion eines 2. Sekretärs der SED-Bezirksleitung Leipzig. Zwischen dem seit 1970 amtierenden 1. Sekretär der SED-Bezirksleitung Leipzig Horst Schumann und dem seit 1971 amtierenden Generalsekretär der SED Erich Honecker gab es politische und persönliche Differenzen, die letztlich zur Kaltstellung von Horst Schumann führten. Die Ablösung des häufig zaghaften Politikers erfolgte aber nicht, da er von der Bekanntheit seines Vaters Georg Schumann profitierte, die dieser sich als Chef der größten kommunistischen Widerstandsgruppe gegen den Nationalsozialismus, die sogenannte Schumann-Engert-Kresse-Gruppe, erwarb. Wegen seines schlechten Gesundheitszustands konnte Horst Schumann, vor allem in den 1980er Jahren, seine Funktion oft nicht ausüben, sodass sein Vertreter Helmut Hackenberg als der tatsächliche SED-Machthaber im Bezirk Leipzig galt. Hackenberg gehörte außerdem zum Redaktionskollektiv der SED-Zeitschrift „Einheit“. 1977 erhielt er den Vaterländischen Verdienstorden der DDR.

## Der 9. Oktober 1989 in Leipzig
Am 4. September 1989 begannen die Leipziger Montagsdemonstrationen, bei denen wöchentlich Demonstranten verhaftet wurden. Helmut Hackenberg, der den erneut erkrankten  Schumann vertrat, schrieb Anfang Oktober an Egon Krenz: „Das Sekretariat der Bezirkseinsatzleitung hat eine Einschätzung der aktuellen Lage vorgenommen und alle erforderlichen Maßnahmen eingeleitet, um mögliche Provokationen im Keim zu ersticken.“
Um die Ereignisse am 9. Oktober 1989 zu dokumentieren, ordnete Hackenberg die Aufzeichnung des Einsatzes der Sicherheitskräfte durch das DDR-Fernsehen an. Nach der blutigen Niederschlagung der Studentenproteste auf dem Pekinger Tian’anmen-Platz fürchteten sich die Leipziger vor einer „chinesischen Lösung“. Geschürt wurde die Angst der Bevölkerung durch den Abdruck eines Briefes des Kommandeurs der Kampfgruppenhundertschaft „Hans Geiffert“, der in der Leipziger Volkszeitung schrieb: „Wir sind bereit und Willens, das von und mit unserer Hände Arbeit Geschaffene wirksam zu schützen, um diese konterrevolutionären Aktionen endgültig und wirksam zu unterbinden. Wenn es sein muß, mit der Waffe in der Hand!“ Polizeikräfte gingen bereits am 2. und 7. Oktober 1989 gewaltsam gegen Demonstranten vor.
Hackenberg saß an diesem Abend in der SED-Bezirksleitung, wo er über ein Telefon von der Lage in der Innenstadt erfuhr. Nach den Friedensgebeten in der Nikolaikirche versammelten sich 70.000 Menschen, die über den Georgiring zum Hauptbahnhof liefen. Im Stadtfunk verlas der Gewandhauskapellmeister Kurt Masur den zur Besonnenheit mahnenden Aufruf der „Leipziger Sechs“, zu denen auch die drei SED-Funktionäre Kurt Meyer, Hans-Joachim Pommert und Roland Wötzel gehörten.
Der Polizeichef erkannte, dass die vorbereiteten Maßnahmen bei 70.000 Menschen nicht durchführbar sind und verhinderte deshalb den Einsatz von Polizei- und Sicherheitskräften gegen die Demonstranten. Er informierte Hackenberg, der Egon Krenz anrief und ihm mitteilte, dass die Demonstration friedlich verlief und die Polizeieinheiten zurückgezogen wurden. Krenz akzeptierte die Entscheidung der SED-Bezirksleitung Leipzig und Hackenberg wies daraufhin alle Polizei- und Sicherheitskräfte an, „keine aktiven Handlungen gegen Personen zu unternehmen, wenn keine staatsfeindlichen Aktivitäten und Angriffe gegen Sicherheitskräfte,  Objekte und Einrichtungen erfolgen“. Während der 9. Tagung des Zentralkomitees der SED am 18. Oktober 1989, auf der die Absetzung Honeckers als Generalsekretär der SED beschlossen wurde, forderte der Kulturminister Hans-Joachim Hofmann die Absetzung von Horst Schumann in seiner Funktion als 1. Sekretär der SED-Bezirksleitung Leipzig. Unter Leitung von Egon Krenz beschloss das Politbüro der SED, Schumann durch den reformorientierten Roland Wötzel zu ersetzen. Hackenberg, der als potentieller Nachfolger Schumanns galt, musste seine politische Karriere infolge der Entmachtung der ehemaligen SED-Bezirksleitung am 4. November 1989 beenden.
Der ehemalige SED-Funktionär stellte sich in seinen letzten Lebensjahren den Fragen zu den Ereignissen am 9. Oktober 1989. Im Januar 1999 behauptete er auf einem zeitgeschichtlichen Forum in Magdeburg: „Wir hatten nie die Absicht, auf Demonstranten zu schießen.“ Und: „Wir hatten den Willen, die Montagsdemonstration friedlich zu Ende zu bringen. Es gab einen ausdrücklichen Befehl, ohne Waffen auszurücken.“